# Massango (peuple)
Pour les articles homonymes, voir Massango.
Ne doit pas être confondu avec Sango (peuple de la République centrafricaine).
Les Massango sont une communauté ethnolinguistique bantoue d'Afrique centrale établie au centre-sud du Gabon dans la province de la Ngounié et de l'Ogooué-Lolo. Ils appartiennent au groupe shira-punu. En effet, par leur histoire longtemps commune, leurs langues et leurs traditions, ils sont étroitement liés aux Échira. Ils parlent une langue bantoue, l'isangu.

## Ethnonymie
Selon les sources on observe de multiples variantes : Ashango, Chango, Machango, Masango, Masangos, Masangu, Masangus, Mashango, Mashongo, Massangos, Massangou, Sango, Sangos, Sangou, Sangu, Sangus, Shango, Shangu.
« Massango » est l'appellation administrative, francisée. « Masangu » (singulier Musangu) est utilisé par la population elle-même (endonyme).

## Population
Il s’agit d’une communauté ethnolinguistique d’environ 50 000 à 60 000 individus, dont le principal foyer d'implantation se situe dans les provinces de la Ngounié et de l'Ogooué-Lolo. Leurs principaux villages sont, en effet, répartis dans la région montagneuse du massif du Chaillu, entre Iboundji, Koulamoutou et Popa, dans la province de l'Ogooué-Lolo, et entre Mimongo, Mbigou et Lébamba, dans la province de la Ngounié. Dans ce foyer originel, ainsi que l'explique très justement Rigobert Moukambi-Pango, les Masangu sont voisins des Banzèbi, au sud ; des Simba et Akélé, au nord ; des Pové (Puvi), à l'est, et des Mitsogo, à l'ouest. Bien entendu, comme pour les autres ethnies du pays, la dynamique des populations sur le territoire fait qu'on rencontre des Masangu installés sur d'autres sites du territoire national, notamment à Mouila, à Lambaréné, à Port-Gentil et, évidemment, à Libreville, la capitale du pays. Entre Fougamou et Lambaréné ; Lambaréné et Bifoun, puis Bifoun et Libreville, par exemple, ils ont établi de nouveaux habitats.

## Histoire
L’histoire des Bantu-Masangu comme d’ailleurs celle de tous les peuples du Gabon – des peuples à tradition orale –  est peu connue, mais ces traditions orales sont précisément utiles pour évoquer le passé, mais d'autres domaines de recherche y contribuent. Si on ne rencontre les Masangu qu’au Gabon, on ne sait pas grand-chose ni de leur origine ni de leur parcours migratoire avant de s’établir sur leur site du massif du Chaillu qui constitue leur foyer originel au Gabon. C’est à partir de ce foyer que les populations masangu vont migrer pour s’établir sur d’autres sites du territoire national. La tradition orale enseigne que les Masangu et les Bisir (Eshira) ont constitué, à une époque antérieure, un même peuple, qui s’est certainement différencié au cours de sa migration. Il est aussi vraisemblable de penser, comme l’affirme l'historien Anges Ratanga Atoz, que les Masangu, comme les autres peuples du groupe dit sira-punu, à savoir, les Bapunu, les Bisir, les Balumbu, les Bavungu, les Bavarama et les Ngowé sont certainement partis du grand royaume Kongo. Mais, une telle hypothèse doit encore être validée par des données scientifiques (archéologiques, génétiques, etc.) pour constituer une vérité historique.
Selon l'historien Guy Claver Loubamono-Bessacque, à partir du XVe siècle les Shira, Varama, Ngubi, Vungu, Masango et Punu entrèrent au Gabon par le sud-ouest et dans la région de la Ngounié. Une partie resta dans cette région (Mbigou et Mimongo), tandis que le reste atteignait l'Ogooué-Lolo (Iboundji et Koulamoutou). Ces populations ont pu effectuer des mouvements d'aller-retour, ultérieurement.

## Langues
Ils parlent une langue bantoue, l'isangu, dont le nombre de locuteurs natifs est estimé en 2007 entre 30 000 et 40 000 individus.
Les Masangu parlent l'isangu, une langue bantoue du groupe B40 (indice B 42). Cette langue n’a absolument rien à avoir avec le sango de Centrafrique, qui appartient à une autre famille de langues. Par rapport aux variations dialectales, les locuteurs reconnaissent au moins quatre variétés : l'isangu de Mimongo, celui de Mbigou, celui d'Iboundji et l'isangu parlé à Lébamba. Ces différentes variétés semblent assez bien caractérisées aux plans phonétique, lexical et prosodique.